# Alexis Texas
Alexis Texas, née le 25 mai 1985 à Brownwood (Texas), est une actrice pornographique américaine.

## Biographie
Alexis Texas est née sur une base militaire au Panama, inscrite à l'état civil de la ville de Brownwood, mais elle a grandi à Castroville, au Texas.
Elle commence dans l'industrie pornographique étant mariée à Kevin Wongobe en 2007 à l'âge de 21 ans dans la série Shane's World. Depuis, elle a joué pour plusieurs studios comme Wicked Pictures, Brazzers, Bang Bros, Elegant Angel, etc.
Belladonna réalisera en 2008 Discovering Alexis Texas.
Elle devient une star notamment grâce à ses fesses rebondies et bien fermes qui incitent le studio gonzo Elegant Angel à lui offrir le premier rôle pour la série culte Buttwoman. Elle figure également sur la couverture de The Big Butt Book publié chez Taschen.
Alexis Texas a fait aussi la couverture de Genesis (magazine) et Hustler pour leur 35e anniversaire.
En 2012, elle apparaît dans la vidéo Bandz a Make Her Dance (en) du rappeur Juicy J avec Lil Wayne et 2 Chainz.
Elle fait sa première scène interraciale en 2023, une première depuis le tout début de sa carrière.

## Récompenses et nominations
Récompenses
- 2011 : AVN Award – Best All-Girl Three-Way Sex Scene pour Buttwoman vs. Slutwoman (avec Asa Akira et Kristina Rose)
- 2011 : AVN Award – Best Group Sex Scene pour Buttwoman vs. Slutwoman
- 2011 : AVN Award – Best Tease Performance pour Car Wash Girls (avec Eva Angelina)
- 2010 : AVN Award – Best All-Girl Group Sex Scene – Deviance (avec Eva Angelina, Teagan Presley et Sunny Leone)
- 2009 : AVN Award - Best All-Sex Release - Alexis Texas is Buttwoman
- 2009 : CAVR (Cyberspace Adult Video Reviews)- Performer of Year
- 2009 : XRCO award - Best Gonzo Movie - Alexis Texas is Buttwoman
- 2008 : Empire Award - Best All-Sex DVD - Alexis Texas is Buttwoman[7]
- 2008 : Night Moves Adult Entertainment Award – Best New Starlet, Fans' Choice

Nominations
- 2011 : AVN Award – Best All-Girl Three-Way Sex Scene – Bonny & Clide (avec Natasha Marley et Celeste Star)
- 2009 : AVN Award - Best All-Girl 3-Way Sex Scene "Girlvana 4" (2008) (avec Renae Cruz et Aiden Starr)
- 2009 : AVN Award - Best Group Sex Scene - "Cheerleaders" (2008)
- 2009 : AVN Award - Female Performer of the Year
- 2008 : AVN Award - Best New Starlet

## Filmographie sélective
- 2007 : Swallow This 9
- 2007 : The Small NelCocks
- 2007 : Bombshell Bottoms 3
- 2007 : Ass Parade 12...
- 2008 : Courtney's Chain Gang
- 2008 : Big Wet Asses 14
- 2008 : Girlvana 4
- 2008 : Cheerleaders
- 2008 : Belladonna's Evil Pink 4
- 2008 : Alexis Texas is Buttwoman
- 2009 : Asses of Face Destruction 3
- 2009 : Ass Worship 11
- 2009 : Stoya: Scream
- 2009 : Rocco's Back!
- 2009 : Riley Steele: Scream
- 2009 : Real Female Orgasms 10
- 2009 : Pornstar Workout
- 2009 : Phat Bottom Girls
- 2009 : You're Nailin' Palin avec Lisa Ann
- 2009 :  Pornstar Athletics 2
- 2009 : Women Seeking Women 56
- 2009 :  I Have A Wife #4
- 2010 :  Butts On Display
- 2010 :  Skoukdi's Balboa Boobs
- 2010 :  Buttwoman Vs. Slutwoman
- 2010 :  Alexis Texas Vs. Shyla Stylez
- 2010 : Alexis Texas Superstar XXX
- 2010 : Bikini Frankenstein : Debbie
- 2010 : Big Ass
- 2010 : Anal buffet 5
- 2010 : Lil' Gaping Lesbians 3
- 2011 : Lesbian Adventures: Wet Panties Trib 1
- 2011 : Teagan Presley: The S!x
- 2011 : Belladonna's Party of Feet 3
- 2012 : Pink Lips
- 2012 : Misty Stone Superstar
- 2012 : Milk Nymphos 3
- 2013 : My Pussy Ain't Gonna Lick Itself
- 2013 : Molly's Life 20
- 2013 : From Pussy to Pussy To Hamido Znagi
- 2014 : Lez B Honest
- 2014 : Girls With Ass
- 2014 : Everybody Loves Alexis Texas
- 2015 : Lesbian Lust (II)
- 2016 : Alexis Texas Loves Girls
- 2017 : Butt Vs. Slut Vs. Tit Vs. Squirt